# Alexei Wiktorowitsch Ischmametjew
Alexei Wiktorowitsch Ischmametjew (russisch Алексей Викторович Ишмаметьев; * 17. Juni 1988 in Magnitogorsk, Russische SFSR) ist ein russischer Eishockeyspieler, seit 2018 beim HK Ertis Pawlodar in der kasachischen Meisterschaft unter Vertrag steht.

## Karriere
Alexei Ischmametjew begann seine Karriere als Eishockeyspieler in der Nachwuchsabteilung des HK Metallurg Magnitogorsk, für dessen zweite Mannschaft er von 2004 bis 2006 in der drittklassigen Perwaja Liga aktiv war. Anschließend gab der Verteidiger in der Saison 2007/08 für den HK MWD Balaschicha aus der russischen Superliga sein Debüt im professionellen Eishockey. Dabei kam er in neun Spielen zum Einsatz, in denen er punktlos blieb und zwei Strafminuten erhielt. Die restliche Spielzeit verbrachte er für dessen zweite Mannschaft in der Perwaja Liga. Während der Saison 2008/09 stand er in der Wysschaja Liga, der zweiten russischen Spielklasse, beim HK Dmitrow, Juschny Ural Orsk und Neftjanik Almetjewsk unter Vertrag. In insgesamt 33 Spielen erzielte er dabei vier Tore und gab eine Vorlage.
Für die Saison 2009/10 kehrte Ischmametjew zu seinem Ex-Club aus Magnitogorsk zurück, für dessen Juniorenmannschaft er in der Nachwuchsliga Molodjoschnaja Chokkeinaja Liga spielte, in der er mit seiner Mannschaft Meister wurde. Zur folgenden Spielzeit wurde der Russe vom kasachischen Klub Barys Astana aus der Kontinentalen Hockey-Liga verpflichtet, kam jedoch überwiegend für deren zweite Mannschaft in der kasachischen Meisterschaft zum Einsatz.
In der Saison 2014/15 stand er beim HK Arlan Kökschetau unter Vertrag.

## Erfolge und Auszeichnungen
- 2010 Charlamow-Pokal-Gewinn mit Stalnyje Lissy Magnitogorsk

## Statistik
(Stand: Ende der Saison 2013/14)